# 韓國聯合通訊社
韩国联合通讯社（韓語：연합뉴스，簡記為YNA），又譯聯合通訊社，簡稱韓聯社，是韓國的國家官方通訊社，也是韓國最大的新聞媒體通訊社。韓聯社的總部在首爾，為韓國的報紙、廣播、電視和其他媒體提供新聞。
韓聯社与65家非朝鮮半島的通訊社簽訂了新聞交換協定。

## 歷史
韓聯社建立於1980年12月19日，前身是原合同新聞社（Hapdong News Agency）和東洋通信社（Orient Press）。
1995年3月1日，株式會社韓聯社電視新聞（(주)연합텔레비뉴스，現為YTN）成立。
2002年12月与朝鮮中央通訊社簽訂了新聞交換協定。韓聯社在其網站上以韓語、漢語、英語、日語、西班牙語、阿拉伯語、法語和越南语提供免費獲取的新聞摘要。
2021年11月18日，因韩联社被揭发在过去10年间写了2,000篇软文，被韩国门户网站Naver、kakao停止供稿资格一年。

## 外部連結
- 官方网站（简体中文）（繁體中文）（英文）（日語）（西班牙文）（法文）（阿拉伯文）（越南文）
- 韓國聯合通訊社的Facebook專頁（简体中文）
- 韓國聯合通訊社的X（前Twitter）（简体中文）
- 韓國聯合通訊社的Instagram帳戶
- 韓國聯合通訊社的新浪微博（简体中文）
- 韩国联合通讯社的Kakao Story官方部落格 （页面存档备份，存于）